# Čhukha

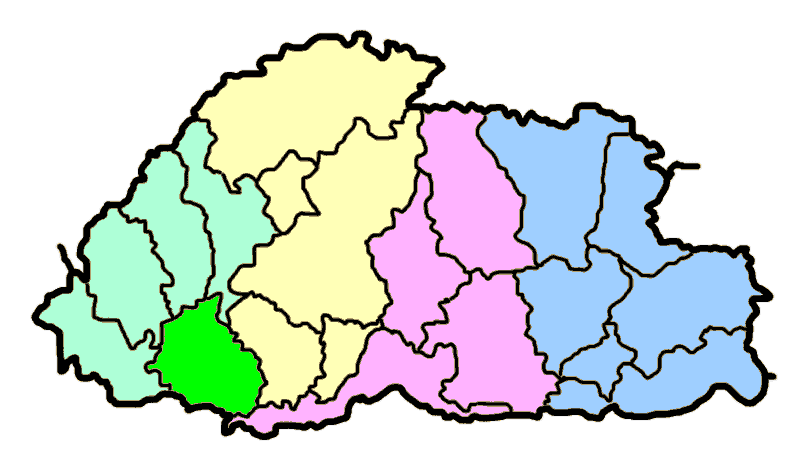
Umístění distriktu Čhukha v rámci Bhútánu

Distrikt Čhukha patří v Bhútánu mezi nejmladší. Byl založen v dubnu roku 1987 na začátku plánované šestiletky.
Čhukha je rozdělen do jedenácti části:
- Čapčha
- Bdžačho
- Bongo
- Getena
- Geling
- Dungna
- Metakha
- Logčina
- Dala
- Baludžora
- Phünccholing

Čhukha je hlavní místo importu a komerčního obchodu celé země. Nalézá se zde největší uskupení hydroelektráren.